# José Samanez Ocampo
José Benigno Samanez y Ocampo (Andahuaylas, 19 de marzo de 1838 - Iquitos, 14 de noviembre de 1887) fue un hacendado y explorador peruano.
Hijo de Dionicio Samanez y Beingolea y Manuela de Ocampo Quintana, fue dueño de latifundios en la provincia de La Convención. Navegó los ríos Apurimac, Ene, Tambo, Urubamba y Ucayali entre 1883 y 1884, buscando la mejor vía de acceso entre el Océano Pacífico y el Atlántico. 
Fue Subprefecto de la provincia de Andahuaylas y, en los años 1880, prefecto de Ayacucho. En 1884 formó parte de la Asamblea Constituyente convocada por el presidente Miguel Iglesias luego de la firma del Tratado de Ancón que puso fin a la guerra del Pacífico. Esta asamblea no sólo ratificó dicho tratado sino también ratificó como presidente provisional a Miguel Iglesias, lo que condujo a la guerra civil peruana de 1884-1885.
En 1889 y 1892 ocupó el cargo de Subprefecto de la provincia de La Convención donde era propietario de latifundio.
Fue padre de David Samanez Ocampo quien fuera diputado por el Cusco y senador por Apurímac además de haber sido Presidente de la Junta de Gobierno del Perú en  1931. 
Murió de fiebre amarilla a los 49 años de edad, siendo Prefecto de la ciudad de Iquitos.